# Grga Jankes
Grga Jankes (Križic, kraj Bjelovara, 12. ožujka 1906. – Beograd, 11. studenoga 1974.), hrvatski revolucionar i političar. Sudionik je španjolskog građanskog rata i NOB-a, društveno-politički radnik SFRJ i narodni heroj.

## Biografija
Rođen je 12. ožujka 1906. godine u selu Ivanskoj kraj Bjelovara. Potječe iz siromašne obitelji. Poslije završene osnovne škole izučio je obućarski zanat i radio u Vrhovinama, Pakracu, Ogulinu, Valjevu, Beogradu, Zaječaru i drugim mjestima. 
Bio je aktivan u sindikalnom pokretu, i već u ranim godinama pao je u oči policiji koja ga je držala pod prismotrom. U Zaječaru je bio biran za sekretara (tajnika) Mjesnog sindikalnog vijeća. S tom funkcijom je postao i član SKOJ-a, a ubrzo i član Komunističke partije Jugoslavije, 1927. godine. U Zaječaru je organizirao Radničko kulturno-umjetničko društvo „Abrašević“ i radnički športski klub „Mladi radnik“. 
Među većim radničkim akcijama, u čijem je organiziranju sudjelovao, bila je i proslava 1. svibnja 1927. godine, kada su zaječarski radnici prvi put potpuno obustavili rad. Iste godine, Grga je postao i sekretar Mjesnog komiteta KPJ u Zaječaru.
Godine 1928., vratio se u Zagreb i odmah se uključio u aktivnost KPJ i sindikata. Bio je izabran u Gradski komitet SKOJ-a, a ubrzo i u Pokrajinski komitet SKOJ-a za Hrvatsku. U isto vrijeme radio je u uredništvu lista Mladog boljševika koji je kao organ skojevske organizacije izlazio u Zagrebu. Objavio je mnoge tekstove u ovom listu, organizirao tiskanje i raspačavanje lista. Radeći na tom poslu, u jednoj od racija koje je policija često organizirala u vrijeme Šestosiječanjske diktature, 1929. godine, bio je uhićen s primjercima „Mladog boljševika“ i letcima koji su bili pripremljeni za raspačavanje.
Iako je u policiji bio izložen mučenju, ništa nije priznao. Potom je, poslije godinu dana provedenih u istražnom zatvoru, izveden pred Sud za zaštitu države, koji ga je osudio na šestogodišnju robiju. Kaznu je izdržavao u zatvorima u Srijemskoj Mitrovici i Lepoglavi. Na robiji je, zajedno s ostalim osuđenim komunistima, organizirao „Crveno komunističko sveučilište“. Sudjelovao je u štrajkovima glađu i drugim akcijama koje su organizirali komunisti u zatvorima u Srijemskoj Mitrovici i Lepoglavi. 
Kad je izašao iz zatvora, vlasti su ga internirale u rodno mjesto. Otuda je, 1936. godine otišao u Niš, gdje je nastavio revolucionarnu aktivnost. Izabran je u Oblasni komitet KPJ u Nišu, ali mu je policija ušla u trag, i uhitila ga. Dok su ga vodili iz Niša u Beograd, uspio je iskočiti iz vlaka u pokretu, i pobjeći. Izvjesno vrijeme je živio u Paraćinu, a odatle je otišao u Kragujevac, gdje je bio izabran za sekretara Oblasnog komiteta KPJ. 
Kada je 1937. godine, došlo do velike policijske provale u kragujevačkoj partijskoj organizaciji, u kojoj je bio uhićen veliki broj aktivista i rukovoditelja KPJ u Srbiji, Grga je uspio pobjeći policiji i, kao ilegalac, otišao u Zagreb. Odatle se ilegalno prebacio u Austriju, a zatim u Francusku. Poslije četveromjesečnog boravka u Parizu, posjedujući lažnu putovnicu, kao češki građanin, sa skupinom jugoslavenskih dobrovoljaca prešao je Pirineje i priključio se borcima Internacionalnih brigada u Španjolskoj, listopada 1937. godine.
Kada je Španjolska republikanska armija doživjela poraz, Grga je s ostalim borcima Internacionalnih brigada, prešao iz Španjolske u Francusku. Ondje je bio u koncentracijskom logoru u kojem je ostao do 1941. godine. Poslije toga je uspio preko okupirane Europe probiti se do Jugoslavije u kojoj je onda već započeo oružani ustanak protiv okupatora. U okupirani Zagreb došao je u rujnu 1941. godine. Odmah je stupio u vezu s Centralnim komitetom Komunističke partije Hrvatske, koji ga je uključio u akcije organiziranja ustanka. Sudjelovao je u organiziranju Bjelovarskog, Kalničkog, Moslavačkog i Bilogorskog partizanskog odreda.
U siječnju 1942. godine, policajci su mu postavili zasjedu i uhitili ga. Dok su ga sprovodili, uspio je pobjeći. Potom je izvjesno vrijeme radio u Povjereništvu CK KP Hrvatske u Zagrebu, odakle je održavao vezu s partijskim rukovodstvom na neoslobođenom teritoriju. Upućen je zatim na oslobođeni teritorij, gdje mu je bila povjerena dužnost zapovjednika Treće (slavonske) operativne zone Glavnog štaba NOV i PO Hrvatske. 
U jednom sukobu s neprijateljem bio je teško ranjen pa je upućen na liječenje u partizansku bolnicu u Italiji, 1944. godine. Odandje je došao u Vrhovni štab NOV i POJ na otok Vis, a zatim jeseni 1944. godine u Beograd, gdje je sudjelovao u formiranju vlasti i organiziranju privrednog života u gradu. 
Poslije rata, bio je predsjednikom Sindikalnog vijeća Beograda i sekretar Centralnog odbora Saveza sindikata Jugoslavije. Na Šestom kongresu KPJ bio je izabran je za sekretara Centralne revizijske komisije CK SKJ. Bio je izaslanik Savezne skupštine i član Predsjedništva Centralnog vijeća Saveza sindikata Jugoslavije.
Godine 1960., objavio je knjigu „Zapisi ilegalaca“. 
Umro je 11. studenoga 1974. godine i pokopan je u Aleji zaslužnih građana na Novom groblju u Beogradu.  
Bio je nositelj Partizanske spomenice 1941. i drugih stranih i jugoslavenskih odlikovanja. Ordenom narodnog heroja odlikovan je 24. srpnja 1953. godine.